# کتنلوی علیا
کتنلوی علیا، روستایی است از توابع بخش مرکزی شهرستان خوی استان آذربایجان غربی ایران.

## جمعیت
این روستا در دهستان دیزج قرار داشته و بر اساس سرشماری سال ۱۳۸۵ جمعیت آن ۴۲نفر (۱۰ خانوار)
بوده‌است.